# Соціальна група
Соціа́льна гру́па — сукупність осіб, об'єднаних спільною метою, ідеєю, працею; сукупність індивідів, що взаємодіють певним чином на основі сподівань кожного члена групи, що розділяються, відносно інших.

## Утворення і функціонування
Американський соціолог Роберт Мертон визначає соціальну групу як сукупність індивідів, які певним чином взаємодіють один з одним, усвідомлюють свою приналежність до конкретної групи і вважаються членами цієї групи з погляду інших. Він виділяє в соціальній групі три основні риси: взаємодія, членство і єдність. Будова всієї суспільної системи, сукупність взаємопов'язаних соціальних груп і соціальних спільнот, а також соціальних інститутів і відносин між ними - це соціальна структура суспільства. Головний механізм утворення і функціонування соціальної групи зумовлюється інтересами людей, їхнім відношенням до власності, місцем, яке вони посідають у системі суспільних відносин.

## Види
Оскільки кожна людина в процесі своєї життєдіяльності є членом найрізноманітніших соціальних груп, що розрізняються за розмірами, характером взаємодії, ступеня організованості і багатьма іншими ознаками, то виникає необхідність в їх класифікації за певними критеріями: 
- Залежно від характеру взаємодії — первинні і вторинні.

Первинною групою, за визначенням Ч. Кулі, є група, в якій взаємодія між членами носить безпосередній, міжособистісний характер і відрізняється високим рівнем емоційності (сім'я, шкільний клас, група однолітків і т.д.). Вторинні групи вирізняються більшою чисельністю, взаємодією заради досягнення мети та формальним, безособовим характером. У цих групах основна увага приділяється не особистісним, неповторним якостям членів групи, а їх вмінню виконувати певні функції.  Прикладами таких груп можуть служити організації (виробничі, політичні, релігійні і т.д.).
- За способом організації та регулювання взаємодії — формальні і неформальні.

Формальна група володіє юридичним статусом, підпорядковується системі формалізованих правил та має чітку мету. Зазвичай, у таких групах закріплена ієрархічна структура. (До прикладу, організації, підприємства і т.д.). Неформальна група виникає стихійно та не має юридичного статусу. Неформальні групи найчастіше виникають на основі спільних поглядів та інтересів, тож позбавлені строгого регламенту й структурованості, однак мають неофіційних лідерів. Прикладом неформальних груп об'єднання прихильників одного стилю в музиці, субкультури тощо. 
- За чисельністю представників — малі та великі.

Мала група — це така, в якій безпосередньо контактує нечисленна група людей, об'єднана для здійснення спільної діяльності. Мала група може приймати безліч форм, але вихідними є «діада» (складається з двох людей) та «тріада» (з трьох). Велика група завжди має велику кількість представників та чітку мету свого функціонування.
Квазігрупа — з'являється ненавмисно, відрізняється спонтанністю виникнення і нестійкістю.

## Диференціація
Серед соціальних груп розрізняють два види сукупності людей: ті, що виділяються на основі тієї чи іншої істотної ознаки (наприклад, соціально-економічної, професійної, національної, вікової тощо), і ті, в яких існує система соціальних зв'язків і відносин, що характеризує внутрішню структуру групи. Водночас за приналежністю індивідів до конкретної соціогрупи виділяють інгрупи, аутгрупи та референтні соціальні групи. Інгрупи — це ті, до яких індивід відчуває приналежність та ідентифікує її як свою; аутгрупа — та група, до якої людина не належить і сприймає її як "чужу". Референтна група — це така група, яка є прямим (у разі безпосереднього спілкування) або непрямим об'єктам для порівняння, чи ж зразками для наслідування в процесі формування поглядів чи поведінки окремої людини. Не всі об'єднання людей можна ідентифікувати як соціальну групу — зокрема, тимчасове перебування людей в приміщенні чи на певній території (до прикладу, на стадіоні) не робить їх однією соціогрупою. Таку спільність називають "агрегацією"ю 

## Структура групи
Відмітною рисою соціальної групи другого виду є наявність програми і плану діяльності, до якої залучено кожного члена групи (наприклад, виробничий колектив). У структурі соціальної групи виділяються ядро — склад постійних учасників, що виступають від імені групи й периферія — ті, хто займаючи дану групову позицію, час від часу представляють себе на ній і погоджуються для того, щоб їх визначали як дану групу.
В умовах соціалізму розвивається однорідність основних соціальних груп, хоч це не виключає соціально-групових відмінностей і неантагоністичних суперечностей, що їх долають у процесі розвитку соціалістичні суспільства.

## Основні ознаки соціальної групи
До основних ознак соціальної групи психологи відносять:
- включення їх у широкий соціальний контекст;
- наявність загальної особистісно значущої основи для перебування індивідів у межах групи;
- достатня тривалість існування, що є передумовою створення предметів і феноменів групової культури, історії;
- зовнішня та внутрішня організація;
- певні типи впливу і відносин між індивідами, загальноприйняті норми та цінності;
- усвідомлення індивідами своєї належності до групи та виникнення на цій основі «ми-почуття»;
- наявність групових атрибутів (назва, символи тощо).

## Рівні розвитку груп
- Дифузний – неорганізовані або випадково організовані групи (глядачі, екскурсія, натовп тощо).
- Асоціація – група, в якій відсутня об’єднуюча їх спільна діяльність, організація та управління і в якій взаємовідносини опосередковуються особисто значимими цілями спілкування (асоціація колекціонерів марок, приятелі тощо).
- Кооперація – група з реально діючою організаційною структурою, міжособистісні стосунки в якій носять діловий, формальний характер, підпорядкований досягненню необхідних результатів у певному виді діяльності.
- Колектив – соціальна група вищого рівня розвитку, з певною організаційною структурою, що поєднана цілями спільної суспільно-корисної діяльності і має складну динаміку формальних та неформальних стосунків. Діяльність членів колективу визначається особистісно значимими і соціально визнаними цінностями.
- Корпорація – група, об’єднана на основі внутрішніх, корпоративних, егоїстичних інтересів і намагається їх реалізувати “за будь-яку ціну”, в тому числі і за рахунок інших груп. Діяльність корпорації може носити асоціальний, а інколи антисоціальний зміст (група бізнесменів, банкірів, мафія).Рівні розвитку груп

## Механізм діяльності
Механізм діяльності соціальних груп відображає закономірності функціонування й розвитку суспільства в цілому.
Уявляється, що життєдіяльність соціальної груп, наприклад, виробничої, можна відобразити у вигляді трьох орієнтацій:
- а) орієнтація, пов'язана з інтересами організації, тобто виконання тієї частини загальноорганізаційної діяльності, з метою якої цей підрозділ створено ;
- б) орієнтація, що несе на собі особисті потреби людей — отримання винагороди за працю, відчуття індивідуальної значущості роботи, реалізація творчого потенціалу;
- в) орієнтація груп, спрямована на збереження цілісності групи, її стабільності . Цілісність групи досягається шляхом узгодженості позицій людей, згуртованістю групи, а також певним рівнем взаєморозуміння, що характеризує внутрішньогрупове спілкування.[2]

## Норми групи
Групові норми та цінності — це певні правила, вироблені групою для забезпечення спільної діяльності її членів.

## Санкції
Групові санкції — це сукупність механізмів та засобів, за допомогою яких група впливає на своїх членів з метою дотримання ними існуючих норм та цінностей.